# Love Hina Again
Love Hina Again, en anime i OVA-format från 2002, är en uppföljare på den populära animen och mangan Love Hina. Love Hina Again har tre stycken 45-minuters episoder.

## Handling
Urashima Keitaros lillasyster hälsar på hos Keitaro och flickpensionatet. Hon är förälskad i Keitaro (eftersom hon är adopterad räknas detta inte som incest i Japan), och försöker få honom till varje pris genom att förstöra för Narusegawa Naru, en annan tjej som är kär i Keitaro.
Men Naru är inte den som ger sig utan strid, frågan är bara om hon kan kämpa både mot Kanako OCH sig själv.